# San José Aramútaro
San José Aramútaro är en ort i Mexiko.   Den ligger i kommunen Tacámbaro och delstaten Michoacán de Ocampo, i den södra delen av landet, 260 km väster om huvudstaden Mexico City. San José Aramútaro ligger 1 945 meter över havet och antalet invånare är 322.
Terrängen runt San José Aramútaro är lite bergig. Runt San José Aramútaro är det ganska glesbefolkat, med 25 invånare per kvadratkilometer. Närmaste större samhälle är Tacámbaro de Codallos, 12,4 km öster om San José Aramútaro. I omgivningarna runt San José Aramútaro växer huvudsakligen savannskog.